# Wilkiea pubescens
Wilkiea pubescens là một loài thực vật có hoa trong họ Monimiaceae. Loài này được (Benth.) Whiffin & Foreman mô tả khoa học đầu tiên năm 2007.